# 渋さ知らズ
渋さ知らズ（しぶさしらズ）は、不破大輔を中心とする日本のビッグバンド。略称「渋さ」。
1989年結成。当初から大型バンドを指向してダンサーチームも帯同。代々木を中心にライブ活動に明け暮れ、多くのジャズミュージシャン等が出入りする。1993年初音源を発表するともに、同年には公演の場を西日本まで拡大する。アンダーグラウンド・シーンでの活動や海外公演も行いながら、2001年、フジロックフェスティバルに参加し、ライブ・アルバム「渋旗」を発表。2006年にはベスト・アルバム「渋全」にてエイベックスからメジャー・デビュー。

## 歴史
1989年8月、アングラ創造集団「発見の会」の公演「リズム」の劇伴を依頼された不破大輔が、「客席が空席だらけでみっともないので、バンドマンをたくさん集めて埋めてほしい」との提案を受け、結成。同年9月18日、吉祥寺曼荼羅にて初ライブ。ダンサーチーム「乳房知らズ」も結成され、ジャズ、ロック、ダンスミュージックなど多彩な音楽性を備えたバンドに発展。翌年から代々木を中心に「代々木地下活動」と呼ばれるライブ活動を活発に行う。
メンバーの離合集散（他界によるものも含む）を繰り返しながら1993年4月1日に初音源を発表。同年に舞台美術家も加わり、巨大なオブジェがステージに登場するようになる。関西方面へも活動の場を広げたのもこの年である。京都大学、法政大学、同志社大学、大阪芸術大学、和光大学等大学での公演も積極的に行う。
1994年以降、「天幕渋さ」と呼ばれるテント公演も実施。
1995年には初のスタジオ音源「Be Cool」発売。
1997年以降、「第2世代」と呼ばれる若手ミュージシャンの参加が活発となる。また同年寿町フリーコンサートにも初出演。
1998年に初のワールドツアーを実施、日本はもとより欧州を中心とした各国でも公演を行う（ドイツ、ノルウェー、チェコ、オーストリア、韓国等）。2001年にフジ・ロック・フェスティバルに初出演、絶賛を浴びる。同年発売のライブアルバム「渋旗」もロングセラーとなる。同作はジャケット画をしりあがり寿が担当したことも話題となった。
2002年以降、動員数を着実に上昇させ公演会場も数百人単位のライブハウスに拡大していく。2005年、テント公演を収録した「天幕〜宇宙を駆ける〜」等映像作品のリリースが活発となる。2006年、ベスト・アルバム「渋全」をエイベックスから発売し、メジャー・デビュー。現在もライブ活動を中心に、精力的に活動中。

## 音楽性

### 多様なカテゴリー
渋さは、中心人物の不破大輔がジャズベーシストとしても活動していることからジャズバンドにカテゴライズされることが多い。しかし管楽器部門の中には前衛音楽的アプローチやチンドン演奏がある。また、ギターやキーボード等はロック的な要素も持つ。更にダンサーたちはキャバレーダンサー、暗黒舞踏家、サンバダンサー等様々な背景を持っている。

### 楽曲
渋さの楽曲は大半が器楽曲であり、基本的にはシンプルなフレーズを徐々に音圧を上げながら延々と繰り返すことで構成される楽曲が多いが、カオティックなサウンドで何を演奏しているのか理解できないものも多々ある。またタイトルにユニークで意味不明なものが多い。そのメロディーラインは口ずさめる程度に単純なものも多く、オーディエンスを交えた大合唱（歌詞のないものは「ラララ」で歌われる）はライブにおける一つのハイライトである。こうした楽曲構成には、不破と親交のあったサックスプレーヤーの篠田昌已が語った「ユニゾンは深いんだよ」という言葉が大きく影響している。なお不破はJAGATARAを「宇宙一好きなバンド」と発言している。

#### 代表曲
- 自衛隊に入ろう（高田渡のカバー曲）
- 諸行でムーチョ（「諸行無常」の捩り）
- 仙頭
- 反町鬼郎（初期渋さのメンバー名を冠した楽曲）
- ナーダム（渋さのカオスを端的に表した代表曲。作曲は林栄一）
- ひこーき（近年のライブで歌われることの多い声楽曲）
- Pチャン（2007年、参天製薬「サンテ40」のCMソングに使われた）
- 火男（ひょっとこ）
- 本多工務店のテーマ（ライブの終盤で演奏される代表曲）
- 股旅
- 渚の男（2008年、TOYOTA「ヴァンガード」のCMソングに使われる）

他

### 衛星プロジェクト
渋さはメンバーが多数存在し、それぞれが多くのプロジェクトにも関わっていることから、バンド内バンドと呼べる変則的な編成で活動を行うこともある。代表的なバンド内バンドは以下の通り。
- 乳房知らズ（ダンサーチーム）
- おしゃもじ隊（ダンサーチーム）
- お調子組合（ダンサーチーム）
- ガクッと（渋さ内舞踏楽団）
- 渋さチビズ（5名ほどの編成で構成される、ミニマムな渋さ知らズ）
- 渋さ知らズオーケストラ（ここで触れている大編成の渋さ）

## 主なメンバー
渋さにおいては、一度参加したメンバーは以後永久にメンバーであるとしている。また対バン相手を自身の演奏に参加させることも多いため、歴代の全メンバーは100名以上に及ぶ。ここでは結成に寄与したメンバー、現在中心となっているメンバー等を列記する（順不同）。
- 不破大輔　ダンドリスト（指揮）、ベース
- 鈴木新　ソプラノサックス、EWI
- 松本卓也　ソプラノサックス
- 吉岡みどり　ソプラノサックス、ヴォーカル
- 小森慶子　アルトサックス、ソプラノサックス
- 川口義之　アルトサックス、ハーモニカ
- 立花秀輝　アルトサックス
- 太田豊　アルトサックス
- 泉邦宏　アルトサックス
- 纐纈雅代　アルトサックス
- 片山広明　テナーサックス
- 広沢リマ哲　テナーサックス
- 佐藤帆　テナーサックス
- 吉田祥一郎　テナーサックス
- 登敬三　テナーサックス
- 吉田隆一　バリトンサックス
- 鬼頭哲　バリトンサックス
- 花島直樹　バスクラリネット
- 室舘彩　フルート、ボーカル
- 北陽一郎　トランペット
- 辰巳光英　トランペット
- きんたまい　トランペット
- たむたむ（田村文彦）　トロンボーン
- 中根信博　トロンボーン
- 高橋保行　トロンボーン
- 高岡大祐　テューバ
- Gideon Juckes　テューバ
- ウォルティ　パンフルート
- 加藤崇之 ギター
- 内橋和久　ギター
- 斉藤"社長"良一　ギター
- 大塚寛之　ギター
- ファンテイル　ギター、6弦ベース
- 鈴木一郎（スズキイチロウ）　ギター
- 石渡明廣　ギター
- 臼井康浩　ギター
- ヒゴヒロシ　ベース
- 小野章　ベース
- 早川岳晴　ベース
- 芳垣安洋　ドラムス
- 植村昌弘　ドラムス
- 大沼志朗　ドラムス
- つの犬（角田健）　ドラムス
- 宗修司（SOH BAND）　ドラムス
- 倉持整　ドラムス
- 磯部潤　ドラムス
- 山本直樹　ドラムス
- 藤掛正隆　ドラムス
- 岡村太　ドラムス
- トビー須崎　ドラムス
- 山田あずさ　ビブラフォン
- 関根真理　パーカッション、ヴォーカル
- 松（松村孝之）　パーカッション
- 柴崎仁志　パーカッション
- ラッキー（川崎ラッキー）　パーカッション
- スガダイロー（須賀大郎）　ピアノ
- 渋谷毅（渋谷毅オーケストラ）　オルガン
- 中島さち子　キーボード
- 丸山涼子　キーボード
- 佐々木彩子　キーボード、ヴォーカル
- 山口コーイチ　キーボード
- 勝井祐二　ヴァイオリン
- 太田恵資　ヴァイオリン
- ムーチョde赤坂（赤坂喜代司）　アコーディオン
- さやか（中田清香）　ダンス
- ペロ（和田結美）　ダンス
- 南加絵　ダンス
- すがこ　ダンス
- アスカ　ダンス
- ボス　ダンス
- 星野建一郎　舞踏
- 松原東洋　舞踏
- 霜村佳広　舞踏
- 長谷川宝子　舞踏
- 若林淳　舞踏
- 反町鬼郎　ボイス
- 渡部真一　ボイス、MC
- 南波トモコ　ヴォーカル、MC
- 伊郷俊行　ボイス
- 林周一　アクト
- 笠原真志　アクト
- 田中篤史　エンジニア　ギター
- 青山健一　ペイント
- 横沢紅太郎　映像
- 池ちゃん　天幕舞台設計
- 青山貴　舞台監督
- 安部田保彦　舞台監督
- 上木文代　アート
- 三浦夕佳里 コスチュームデザイン
- 久保優子　ダンス
- 宍倉暁子　ダンス
- ノムラジュンコ　ダンス
- 今野聡　テナーサックス
- 日下部安広　アルトサックス
- 吉久昌樹　トランペット
- コヤマナオコ　ボイス
- 山田一郎　広報部員
- 三角みづ紀　詩人

他多数
なお、不破は小編成（=チビズ）・中編成ではベースを演奏することが多いが、大編成（=オーケストラ）においては指揮（=ダンドリ）に専念している。

## 共演歴のある主なメンバー
ここでは他のプロジェクトでも著名であるが、上記定義によって渋さの一員でもあるメンバーを列記する（順不同）。
- 篠田昌已　サックス
- 南流石　ダンス
- OTO（JAGATARA/タンゴス/VIBRASTONE）　ギター
- EBBY　ギター
- エマーソン北村　キーボード　※他JAGATARA数人
- 関島岳郎　チューバ
- 大熊ワタル（シカラムータ）　クラリネット
- 中川敬　ボーカル・三線
- 河村博司　ギター
- ソウル・フラワー・ユニオン　合奏
- 忌野清志郎　ボーカル
- 梅津和時　サックス
- 林栄一（デ・ガ・ショー・フォトン）　サックス
- 山下洋輔　ピアノ
- 大友良英　ギター
- 大原裕（サイツ）　トロンボーン
- 鬼怒無月　ギター
- 山本精一　ギター
- 南正人　ボーカル
- 酒井俊　ボーカル
- カルメン・マキ　ボーカル
- 飯田孝雄　ボーカル
- 遠藤賢司　ボーカル
- 冠二郎　ボーカル
- 知久寿焼　ボーカル
- 三上寛　ボーカル
- 栗コーダーカルテット （合奏）：渋栗オーケストラ名義で活動
- Marshall Allen（Sun Ra）　アルトサックス
- Michael Ray（Sun Ra）　トランペット
- Elson Nascimento（Sun Ra）　パーカッション
- ジェームス・チャンス（ジェームス・チャンス・アンド・ザ・コントーションズ）　サックス・ボーカル
- Don Moye (Art Ensemble Of Chicago)　ドラムス
- David Murray　テナーサックス

他多数

## テレビ出演
- みゅーじん（テレビ東京）2004年11月5日

## ディスコグラフィ

### シングル
- 「NEVER BE COOL NAKED」（2004/1/25 ナツメグ）12"EP
- 「自衛隊に入ろう」（2004/2/2 地底レコード　B-34F）

### アルバム
- 「渋さ道」ライブ盤（1993 ナツメグ　→再発：1996/8/31　地底レコード　B-7F）
- 「DETTARAMEN」ライブ盤(1993 ナツメグ　→再発：1996/12/21　地底レコード　B-8F)
- 「SOMETHING DIFFERENCE」ライブ盤（1994/6/1　地底レコード　B-1F）
- 「BE COOL」スタジオ盤（1995/4/10　地底レコード　B-3F）廃盤
- 「渋祭」ライブ盤（1997　地底レコード　B-9F）
- 「BE COOL」（リマスター）スタジオ盤（1998　地底レコード　B-13F）B-3F のリマスター盤
- 「渋龍」ライブ盤（1999/5/1　地底レコード　B-14F）
- 「渋旗」ライブ盤（2001/12/20　地底レコード　B-21F）
- 「渋星」スタジオ盤（2004/1/18　地底レコード　B-33F）
- 「BOYCOTT RHYTHM MACHINE」オムニバス盤（2004/12/15　vinylsoyuz　VSAC-2002）1曲収録
- 「Lost Direction」ライブ盤(2005/10/30　Moers Music 03016 CD/地底レコード　B-38F)
- 「渋全」ベスト盤(2006/1/11　avex io　IOCD-20133)
- 「渋響」スタジオ盤(2007/1/10　avex io　IOCD-20200) SACDハイブリッド　廃盤
- 「巴里渋舞曲」ライブ盤（2008/11/16　地底レコード　B-41F/42F）CD2枚組
- 「渋夜旅」スタジオ盤（2010/03/07　プランクトン・レーベル　VIVO-103）

### ビデオ・DVD
- 「渋さ知らズ・ヨーロッパ '98」VHS・2本組
- 「渋さ知らズオーケストラLIVE / 横濱JAZZプロムナード2002」VHS
- 「渋さ知らズオーケストラ European Tour In Japan '02」VHS
- 「天幕~宇宙を駆ける~ 」DVD(2005/06/10)
- 「行方知れズ 」DVD(2005/08/26)
- 「ALLD OF SHIBUSA 」DVD(2005/11/25)
- 「渋旅初め 2006/01/14@Shibuya O-EAST」DVD(2007/02/14)

## 関連書籍
- 陣野俊史「渋さ知らズ」河出書房新社、2005年 ISBN 4309268390